# 转账凭证
转账凭证（英語：transfer voucher），用来反映货币资金业务的凭证，是根据转账业务，即不涉及现金和银行存款收付业务的原始凭证、汇总原始凭证成记账编制凭证填制的专用凭证。
如仓库顿料、分配费用等。转账凭证，是登记有关明细账和总分类账的依据。